# توموآکی ساتو
توموآکی ساتو (انگلیسی: Tomoaki Sato؛ زادهٔ ۱۹ اکتبر ۱۹۶۸) بازیکن بیسبال اهل ژاپن بود.